# Věnceslav Patrovský
Věnceslav Patrovský (28. května 1926 Praha  – 12. října 2000) byl český chemik a záhadolog.

## Životopis
- dosažené akademické hodnosti: Ing., CSc.
- absolvent VŠCHT v Praze [2]
- V roce 1955 se mu jako prvnímu v Československu podařilo připravit čisté kovové gálium.
- Vypracoval řadu fotometrických metod ke stanovení některých vzácných prvků. (Podílel se hlavní měrou na řešení otázky surovinové základny)
- Současník a spolužák Ludvíka Součka.
- Zabýval se UFO a byl jedním z průkopníkům záhadologie.
- Byl nominován na ocenění ROPÁK za rok 1992[3]
- Jeho dílo se dotýká rovněž i psychotroniky.

## Dílo
- Záhady létajících talířů, 1969
- UFO stále záhadné, 1991
- Od magie k biotronice ISBN 80-900784-3-5
- Bioterapie. Magnetoterapie, Klub jógy, Liberec, 1985
- Biolokace, zóny a bioterapie, Bollingenská věž, Brno, 1991
- spoluautor Encyklopedie hraničních jevů
- Vliv energií na organizmy a vodu (odborná práce)
- Analytická chemie vzácných prvků, Praha : SNTL, 1956